# Squadra ruandese di Coppa Davis
La squadra ruandese di Coppa Davis rappresenta il Ruanda nella Coppa Davis, ed è posta sotto l'egida della Fédération Rwandaise de Tennis.
La squadra ha esordito nel 2001 e ad oggi il suo miglior risultato è il raggiungimento del Gruppo III della zona Euro-Africana.

## Organico 2010
La squadra si è ritirata dalla Coppa Davis 2011 non prendendovi parte, pertanto la sezione è aggiornata al match delle fasi zonali contro il Ghana dell'8 maggio 2010, ultimo incontro disputato.
- Olivier Nkunda (ATP #)
- Dieu-Donne Habiyambere (ATP #)
- Justin Ntaberanwa (ATP #)
- Mele Bizimana (ATP #)